# Doğanbaba, Yeşilova
Doğanbaba là một xã thuộc huyện Yeşilova, tỉnh Burdur, Thổ Nhĩ Kỳ. Dân số thời điểm năm 2010 là 476 người.